# Walnut Cove
Walnut Cove é uma cidade  localizada no estado norte-americano de Carolina do Norte, no Condado de Stokes.

## Demografia
Segundo o censo norte-americano de 2000, a sua população era de 1465 habitantes.
Em 2006, foi estimada uma população de 1595, um aumento de 130 (8.9%).

## Geografia
De acordo com o United States Census Bureau tem uma área de 6,2 km², dos quais 6,2 km² cobertos por terra e 0,0 km² cobertos por água. Walnut Cove localiza-se a aproximadamente 309 m acima do nível do mar.

## Localidades na vizinhança
O diagrama seguinte representa as localidades num raio de 20 km ao redor de Walnut Cove.